# Horizon Monaco
Horizon Monaco (zu Deutsch „Horizont Monaco“) ist eine der drei politischen Parteien in Monaco, die die derzeitige Regierungskoalition Union Nationale Monégasque (Monegassische Nationale Vereinigung) bilden.
Horizon Monaco wurde bei der Parlamentswahl in Monaco 2013 die stärkste Kraft und durfte den Staatsminister von Monaco stellen. Bei der Parlamentswahl 2018 gewann die Partei 20 von 24 möglichen Sitzen. Bei der Parlamentswahl 2023 bildete Horizon Monaco eine gemeinsame Liste mit Priorité Monaco und Union Monégasque und gewann alle 24 Sitze im Conseil National. Für Horizon zogen Béatrice Fresko-Rolfo und Jacques Rit in den Conseil National ein.